# حجاز (فرقة موسيقية)
فرقة حجاز فرقة موسيقية ماليزية، تتسم بالطابع الإسلامي، تغني باللغتين العربية والماليزية، لها العديد من الألبومات العالمية الشهيرة.
غنت لفلسطين وللمقاومة الفلسطينية في غزة عدة مرات .

## روابط خارجية
- الموقع الرسمي للفرقة